# Kohl-Doktrin
Als Kohl-Doktrin wird eine außen- und sicherheitspolitische Maxime des deutschen Bundeskanzlers Helmut Kohl bezeichnet, die dieser nach dem Ende des Ost-West-Konfliktes 1989/90 aufstellte. Sie besagte, dass in jenen Ländern, die in der Zeit des Nationalsozialismus von der Wehrmacht besetzt waren, nie mehr deutsche Soldaten präsent sein durften.
Dieser Wille zur militärischen Zurückhaltung des wiedervereinigten Deutschlands im beginnenden Jugoslawienkonflikt spiegelte einerseits die historische Belastung Deutschlands durch die Verbrechen der nationalsozialistischen Besatzung wider und entsprach andererseits auch der innenpolitischen Skepsis gegen eine militärische Beteiligung Deutschlands.
Bei den NATO-Partnern Deutschlands stieß diese Position auf Unverständnis und brachte der Bundesrepublik den Vorwurf des sicherheitspolitischen „Trittbrettfahrens“ ein.
Im Verlauf des Bosnienkriegs nahm die Bundesrepublik jedoch zunehmend an den von den Vereinten Nationen beschlossenen und von der NATO durchgeführten Maßnahmen zur Luftraumüberwachung (Operation Maritime Monitor, Operation Deny Flight, Operation Deliberate Force) und zur Friedenssicherung (IFOR, SFOR) teil, so dass die Kohl-Doktrin obsolet wurde. Die Festlegung Kohls wurde bis zum Ende der 1990er Jahre sukzessive zur Verpflichtung umgedeutet, in Regionen zu intervenieren, in denen Völkermord droht oder durchgeführt wird.